# パッ
パッまたはパプ(pap/bap)は、コメを単独で、あるいは黒米、オオムギ、モロコシ、キビ、アワ、また様々な豆等の穀物とともに水がなくなるまで炊いた韓国の飯である。野菜や魚介、肉等を加えて炊くこともある。

## 作り方
伝統的には、パッは大きな家族用にカマソッ（鋳鉄の釜）で作られるが、最近では炊飯器が用いられる。トルソッ（石の深鍋）が用いられることもある。カマソッやトルソッを用いて炊くパッはsotbapと呼ばれ、特に美味とされ、お焦げ（ヌルンジ）もできる。
パッを作るために、まずコメを水の中で磨き、何度か水で流す。この過程で研ぎ汁(tteumul)ができる。炊く前に30分程度水に浸し、均一に火が通るようにする。玄米やジュズダマ等の大きな穀物を入れる場合は、数時間から一晩は水に浸す必要がある。その後、炊く。通常の厚底の深鍋を用いる場合、蓋をして中火で約10分、かき混ぜてさらに弱火で5-10分間加熱する。
鍋底にできたお焦げは、スナックとして食べたり、スンニュン（お焦げ茶）を作るのに使われる。

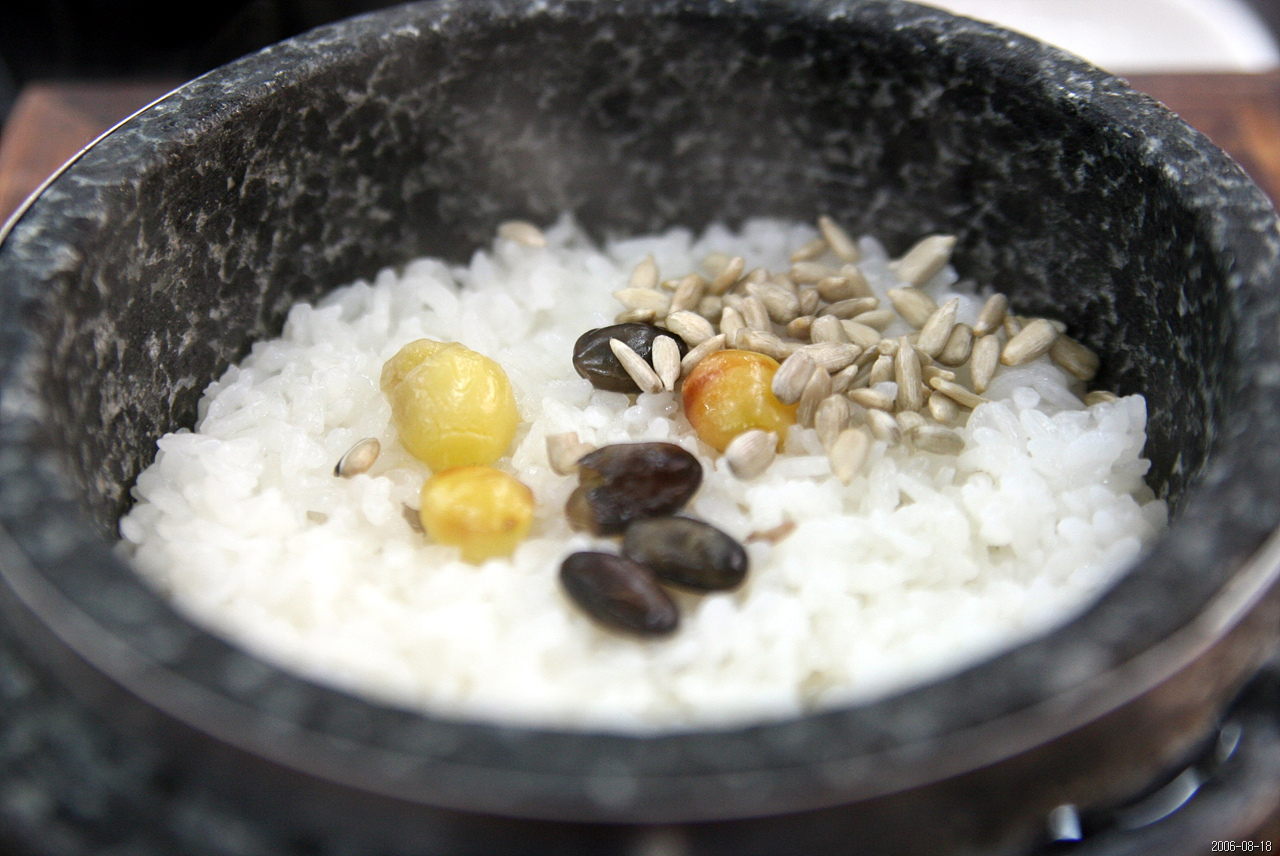
石鍋に入ったパッ
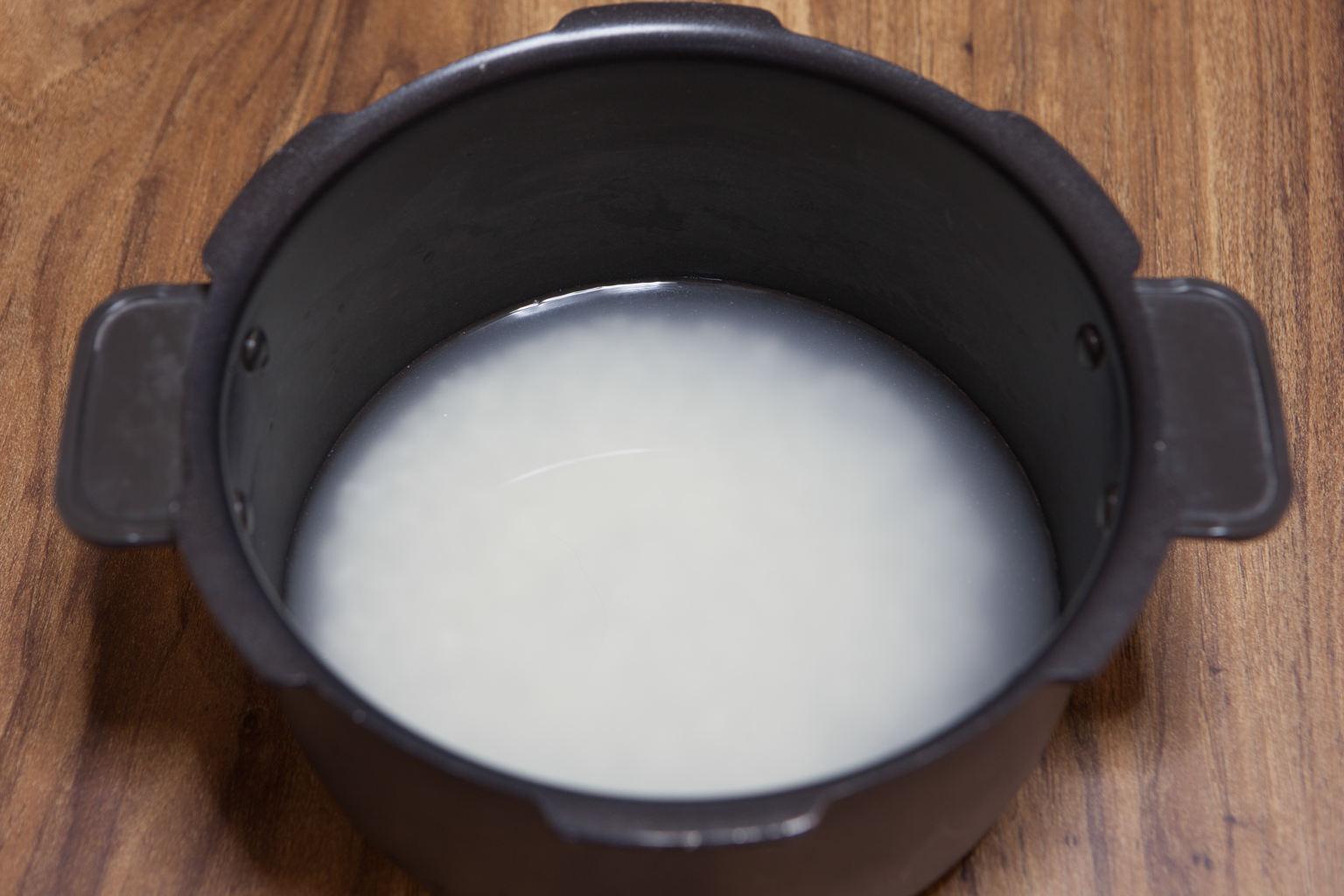
研ぎ汁

## 料理
- ビビンバ
- ポックムパッ
- トッパプ
- キムパプ
- クッパ
- サンパッ
- 薬食